# Эскортный миноносец
Эскортный миноносец или эскортный эсминец (от англ. destroyer escort, сокр. ЭМЭ) — классификация для малых боевых кораблей, используемых для охраны и обороны соединений кораблей или конвоев на переходе морем, и предназначенных для борьбы с подводными лодками, летательными аппаратами и кораблями противника.
Термин «destroyer escort» (сокр. DE) впервые появился в Великобритании в конце 30-х годов XX века, когда перед угрозой войны было принято решение о создании нового типа корабля, пригодного для противовоздушной (ПВО) и противолодочной обороны (ПЛО), а также способного в случае необходимости постоять за себя и за эскортируемые суда в бою с надводными силами неприятеля. В России термин был переведён как «эскортный миноносец» или «эскортный эсминец», хотя оба этих названиях весьма условны, так как торпедного оружия (как основного атрибута миноносца), на новых кораблях не было. Для обозначения таких кораблей в ВМС Великобритании использовался термин «фрегат».
Вообще появление данного подкласса является результатом Лондонского договора 1930 года, заключённого между Соединёнными Штатами Америки, Британской и Японской империями. Договор вводил ограничения на количество и водоизмещение эсминцев, однако, на корабли водоизмещением до 600 тонн никаких лимитов не вводилось, поскольку они считались кораблями береговой обороны.

## Первые образцы
В качестве прототипа для решения задачи, поставленной британским Адмиралтейством, специалисты остановились на строившихся c 1938 года шлюпах типа «Блэк Суон», от англ. Black Swan (1000 тонн водоизмещения, на вооружении 6—8 102-мм зенитных орудия в спаренных установках). Согласно новому проекту, в 800 т водоизмещения эскортного миноносца конструкторы собирались «вогнать» четыре 102-мм орудия, четыре 40-мм зенитных орудия «Бофорс» и четыре торпедных аппарата, при этом обеспечить скорость в 31 узел (скорость оригинального шлюпа не превышала 20 узлов)!

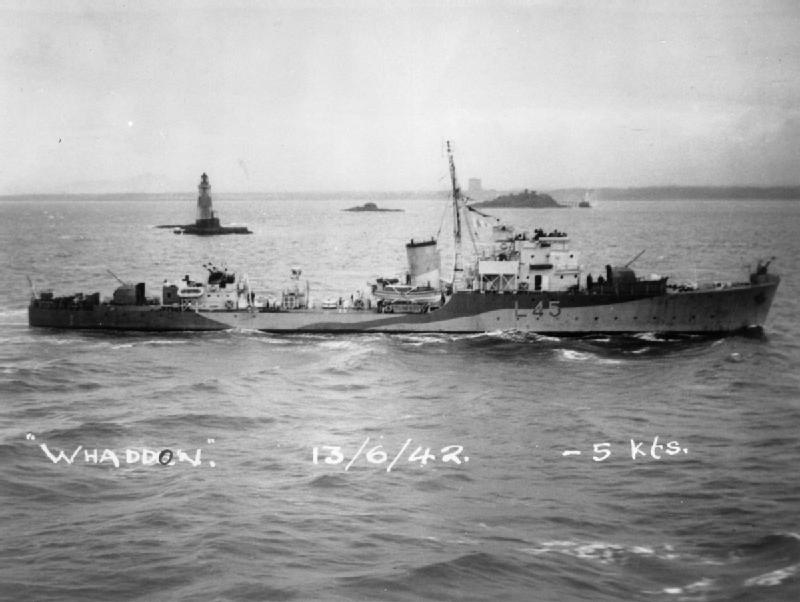
ЭМЭ «Whaddon» (L45) типа «Хант I», 19 июня 1942 года

В 1939 году, задолго до завершения расчётов, была заложена серия из 19 единиц эскортных эсминцев. И только когда головной корабль («Этерстоун», от англ. HMS Atherstone (L05)) был спущен на воду, выяснилось, что остойчивость корабля оставляет желать лучшего. И хотя во время проектирования, было решено заменить торпедный аппарат на третью 102-мм двухорудийную установку, в результате было решено вообще от неё отказаться. Тип получил название «Hunt» (англ. Type I Hunt Class Escort Destroyer).
Уже в феврале 1940 года был заложен головной эскортный миноносец усовершенствованной серии (всего было 33 единицы второй серии — «Hunt-II»). В ней предполагалось решить проблему с проектной нагрузкой, также за счёт значительного увеличения ширины корпуса, была возвращена третья 102-миллиметровая артустановка.
В конце 1940 года последовал новый заказ на ещё 30 эскортных миноносцев («Hunt-III»). В этот раз было увеличено торпедное оружие: был возвращен торпедный аппарат (правда, двухтрубный), за счет того, что были убраны одна 102-мм установка и один бомбомёт. В компенсацию за ослабление основного вооружения был увеличен запас глубинных бомб и добавлены три 20-мм зенитных орудия Эрликон.
Серия «Hunt-4» была построена по проекту, разработанному фирмой «Торникрофт». Основным отличием серии стали удлинённый полубак и квадратное («линкорное») сечение по миделю. На кораблях этого типа удалось совместить и три 102-мм спаренные установки, и трёхтрубный торпедный аппарат, и более емкие топливные цистерны, в результате чего заметно возросли мореходность и автономность (правда, скорость не была выше 25 узлов).

### Ленд-лиз США

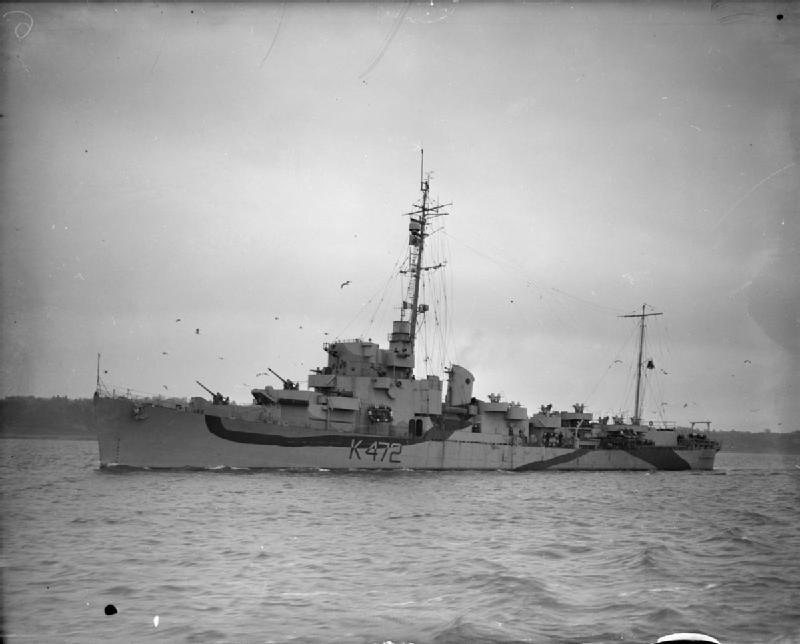
ЭМЭ «Dacres» (K472) типа «Кэптен», переданный США Британии по программе ленд-лиза 28 августа 1943 года

Согласно программе Ленд-лиза, в июне 1941 года Великобритания представила в Комиссию США по проектированию, строительству и поставке заказ на сторожевые корабли, отвечающие задачам противолодочной борьбы. Капитаном Л. Кокрейном (англ. E. L. Cochrane) был составлен проект корабля, дизайн которого стал известен как «british destroyer escort» (сокр. англ. BDE). И в США приступили к конвейерному производству экскортных миноносцев.
Однако большое количество построенных кораблей за предельно короткие сроки не могло компенсировать их низкие тактико-технические характеристики. В корпусах поставляемых англичанам экскортных миноносцах повсеместно использовалась сварка; была острая нехватка турбин (особенно редукторов к ним), в результате чего на одних сериях использовались турбоэлектрические установки, а на других дизель-электрические. Скорость была снижена с 24 узлов до 21. Артиллерийское вооружение составляли три 76-мм универсальные пушки старой модели (хотя на своих кораблях американцы предпочитали устанавливать две универсальные 127-миллиметровки). Большинство недостатков частично компенсировались отличным по тем временам противолодочным оборудованием, включавшим гидролокатор, шесть бомбомётов, пару бомбосбрасывателей и новый, на то время, реактивный бомбомёт «Хеджехог» (англ. Hedgehog).
Всего к весне 1943 года американцами было утверждено 1005 заказов на постройку эскортных миноносцев различных модификаций. Но так как количество их оказалось избыточным, часть заказов была отменена, и в строй вошли 563 единицы. После вступления США в войну обнаружилось, что новый подкласс прекрасно соответствует и их потребностям в сторожевых противолодочных кораблях, поэтому была введена система, по которой четыре из пяти построенных ЭМЭ входили в ВМС США, и только один передавался Королевскому флоту.

### Япония
В Японии проектирование аналогичных кораблей (сочетание минимального объёма с максимумом вооружения) началось задолго до этого. Но так как на тот момент ещё действовали ограничения Лондонского морского договора, все усилия были сконцентрированы на попытках создать достойный боевой корабль в пределах 600 т (предусмотренный максимум для класса миноносцев).

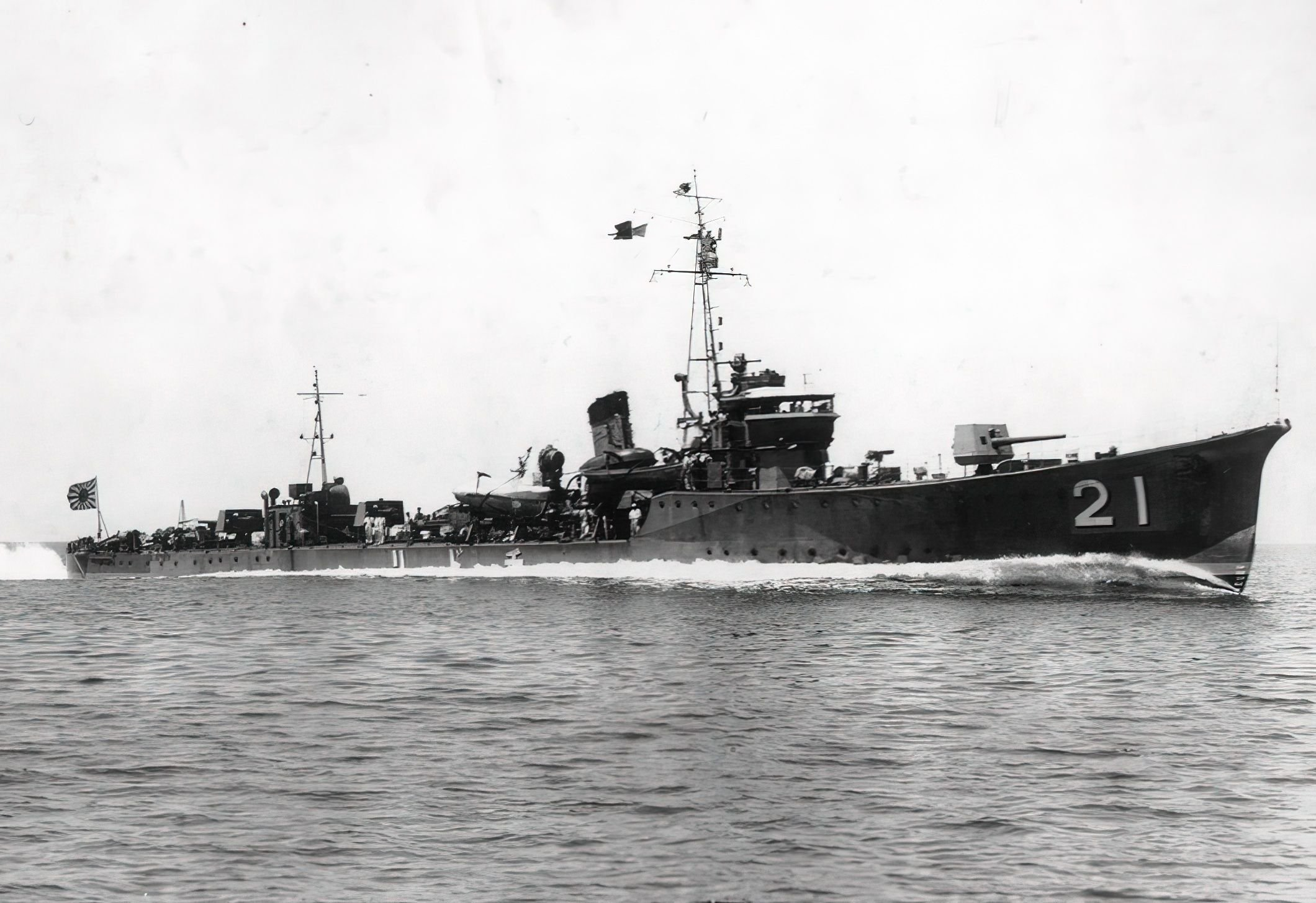
Головной корабль японского типа миноносцев «Чидори», июнь 1934 года.

В 1931—1932 годах было заложено четыре единицы типа «Томодзуру» (англ. Tomozuru, яп. 友鶴, известный так же как Chidori class torpedo boat, яп. 千鳥型水雷艇). Согласно проекту корабли имели три 127-мм орудия (англ. 12.7 cm/50 Type 3 naval gun) в башенных установках (одна спаренная и одна одиночная), один трёхтрубный торпедный аппарат. Скорость составляла 30 узлов при всего 535 т водоизмещения (вооружение составляло 23 процента от общей нагрузки, что соответствовало линкору). Однако через месяц после вступления в строй, головной корабль «Томодзуру», попавший на манёврах в шторм, опрокинулся, погубив значительную часть команды. В результате, серия была подвержена значительной переделке, согласно которой вместо установленного вооружения были поставлены старые одиночные 120-миллиметровки с ручным управлением; мостик и надстройки срезаны и заменены более низкой конструкцией. В трюмы было добавлено 100 т балласта (одна пятая часть веса пустого корабля). Получившийся эсминец имел уже 800 тонн водоизмещения, в результате чего заметно снизилась скорость (до 28 узлов), и устаревшее вооружение, близкое по своим параметрам к аналогичным кораблям времен Первой мировой войны.
Следующая серия (тип «Отори», известный как Ōtori class torpedo boat, яп. 鴻型水雷艇) была заказана по программе 1934 года и включала в себя 16 единиц, которые имели увеличенную ширину, более низкие надстройки и скорректированное вооружение. Однако, эти линия не получила должного развития, и постройка половины из заказанных кораблей была отменена.
К вопросу постройки миноносцев японцы вернулись после битвы за Гудалканал в 1942 году, так как переоборудование устаревших единиц времен 20-х годов в корабли сопровождения и охранения практически было не эффективно против нападения американских подводных лодок и самолётов. Новый проект, тип «Мацу» (англ. Matsu, яп. 松型駆逐艦) уже имел все характерные черты эскортного миноносца: простая форма корпуса, широкое применение электросварки, удачное сочетание боевых элементов. Орудия имели тот же калибр, что и эсминцы, но фактически это были другие пушки, короткоствольные, с небольшой начальной скоростью и с возможностью вести полноценный зенитный огонь. Соответствовали назначению и установки (одиночная в носу и спаренная в корме), имевшие электрогидравлический привод. Вместе с тем, в состав вооружения «Мацу» входил торпедный аппарат со знаменитыми 610-мм «длинными копьями» (англ. Long Lance, известные так же как type 93 torpedo). Так же, впервые в Японии, на столь небольших кораблях с самого начала предусматривалась установка сразу двух радаров.
Таким образом, за счёт экономии на удобствах экипажа и на оборудовании, японцам удалось заметно (хотя бы по чисто формальным характеристикам) обставить эскортные миноносцы США и Англии. Однако, 18 единиц типа «Мацу» и 14 типа «Татибана» (англ. Tachibana, яп. 橘型駆逐艦), являющиеся дальнейшим упрощением «Мацу», вплоть до того, что они полностью сваривались из мягкой стали; не могли противостоять сотням эскортных миноносцев союзников.

## Общее описание
Если обычному эскадренному миноносцу, помимо торпед и вооружения для использования против кораблей противника, а также ПЛО, необходима высокая скорость (в зависимости от эпохи и флота: 25—35 узлов), то эскортный эсминец должен иметь только возможность для манёвра, относительно сопровождаемого транспорта или конвоя (во время Второй мировой войны скорость конвоя была от 10 до 12 узлов), и возможность своевременого обнаружения и защиты от воздушной атаки.
Благодаря этим назначениям, эскортный миноносец (по сравнению с ЭМ) имеет меньшие размеры, стоимость и количество членов экипажа. И хотя ЭМ был более эффективен для противолодочной борьбы, ЭМЭ имели значительные преимущества в постройке (более быстрая и экономичная). Так же эскортные миноносцы были значительно больше (и следовательно, имелии более мощное вооружение), чем корветы, часто выполнявшие задачи противолодочной обороны корабельного соединения (конвоя) или берегового объекта (военно-морской базы, порта).
В годы войны, около 95 эскортных миноносцев были переоборудованы в так называемые высокоскоростные транспортные корабли (англ. High speed transport, или класс APD, где AP означает транспорт, а D — эсминец). По данному проекту были добавлены две дополнительные палубы, что позволило увеличить команду на 160 человек (в том числе 10 офицеров); и установлены две шлюпбалки (по одной с каждой стороны корабля), что позволяло запускать с них десантные катера типа LCVP. Такая тенденция сохранена и у современных сторожевых кораблей (например, у боевых кораблей прибрежной зоны LCS).

## После войны
После окончания Второй мировой войны все эскортные миноносцы ВМС США были переклассифицированы в корабли типа ocean escort (правда, с сохранением обозначения DE). Однако, поскольку в странах НАТО и СССР придерживались другой классификации, возникла некоторая путаница при сравнении типов.
После реклассификации 1975 года, когда номенклатура ВМC США была приведена в соответствие со странами НАТО, класс «сторожевой корабль океанской зоны» (англ. ocean escort) был переклассифицирован во «фрегат» (FF). Однако, проблема классификации осталась до сих пор (например, тип «Тикондерога» по назначению классифицируется как крейсер УРО, хотя по типу корпуса, взявшему за основу тип «Спрюэнс», соответствует эсминцу).